# بیل موری (فوتبال)
بیل موری (انگلیسی: Bill Murray؛ زادهٔ ۹ نوامبر ۱۹۰۴) بازیکن فوتبال، و سرمربی (فوتبال) اهل بریتانیا است.
از باشگاه‌هایی که در آن بازی کرده‌است می‌توان به باشگاه فوتبال بریستول راورز، باشگاه فوتبال بارو، و باشگاه فوتبال لیورپول اشاره کرد.